# Grzegorzew (gemeente)
De gemeente Grzegorzew is een landgemeente in het Poolse woiwodschap Groot-Polen, in powiat Kolski.
De zetel van de gemeente is in Grzegorzew.
Op 30 juni 2006 telde de gemeente 5615 inwoners.

## Oppervlakte gegevens
In 2002 bedroeg de totale oppervlakte van gemeente Grzegorzew 73,43 km², waarvan:
- agrarisch gebied: 84%
- bossen: 5%

De gemeente beslaat 7,26% van de totale oppervlakte van de powiat.

## Demografie
Stand op 30 juni 2004:
| Omschrijving                   | Totaal | Totaal | Vrouwen | Vrouwen | Mannen | Mannen |
| ------------------------------ | ------ | ------ | ------- | ------- | ------ | ------ |
| eenheid                        | aantal | %      | aantal  | %       | aantal | %      |
| inwoners                       | 5572   | 100    | 2826    | 50,7    | 2746   | 49,3   |
| bevolkingsdichtheid (inw./km²) | 75,9   | 75,9   | 38,5    | 38,5    | 37,4   | 37,4   |

In 2002 bedroeg het gemiddelde inkomen per inwoner 1242,48 zł.

## Aangrenzende gemeenten
Babiak, Dąbie, Kłodawa, Koło, Olszówka